# 西哈佛 (蒙大拿州)
西哈佛（英語：West Havre）是位於美國蒙大拿州希爾縣的普查規定居民點。

## 人口
根據2020年美國人口普查的數據，西哈佛的面積為4.90平方千米，皆為陸地。當地共有人口290人，而人口密度為每平方千米59.18人。